# Niphadostola
Niphadostola is een geslacht van vlinders van de familie bladrollers (Tortricidae).

## Soorten
- N. asceta Diakonoff, 1989
- N. crocosema Diakonoff, 1989
- N. chionea Diakonoff, 1989